# Beccariella sebertii
Beccariella sebertii là một loài thực vật có hoa trong họ Hồng xiêm. Loài này được (Pancher) Pierre mô tả khoa học đầu tiên năm 1890.